# Pablo Velázquez
Pablo César Leonardo Velázquez Centurión, ou simplement Pablo Velázquez, né le 12 mars 1987 à Asuncion au Paraguay, est un footballeur international paraguayen au poste d'attaquant.
Il compte 3 sélections en équipe nationale depuis 2012. Il joue actuellement pour le club mexicain du Deportivo Toluca.

## Biographie

### Équipe nationale
Pablo Velázquez est convoqué pour la première fois par le sélectionneur national Francisco Arce pour un match amical face au Guatemala le 25 avril 2012. Il entre à la 68e minute à la place de José Ariel Núñez (victoire 1-0). 
Il compte 3 sélections et 0 but avec l'équipe du Paraguay depuis 2012.

## Palmarès

### En club
- Avec le Club Libertad :
  - Champion du Paraguay en 2006, 2007, 2008, 2010 et 2012

### Récompenses
- Meilleur buteur du Championnat du Paraguay en 2009 (27 buts)
- Meilleur buteur du Championnat du Mexique en 2013 (12 buts)

## Statistiques

### Statistiques en club
Le tableau ci-dessous résume les statistiques en match officiel de Pablo Velázquez durant sa carrière de joueur professionnel.
| Saison                | Club                  | Championnat           | Championnat | Championnat | Coupe(s) nationale(s) | Coupe(s) nationale(s) | Compétition(s) continentale(s) | Compétition(s) continentale(s) | Compétition(s) continentale(s) | Paraguay | Paraguay | Total | Total |
| Saison                | Club                  | Division              | M.          | B.          | M.                    | B.                    | Comp.                          | M.                             | B.                             | M.       | B.       | M.    | B.    |
| 2005                  | Libertad              | Primera División      | 1           | 1           | -                     | -                     | -                              | -                              | -                              | -        | -        | 1     | 1     |
| 2006                  | Libertad              | Primera División      | -           | -           | -                     | -                     | -                              | -                              | -                              | -        | -        | 0     | 0     |
| 2007                  | Libertad              | Primera División      | 14          | 3           | -                     | -                     | CS                             | 2                              | 0                              | -        | -        | 16    | 3     |
| 2008                  | Libertad              | Primera División      | 5           | 0           | -                     | -                     | -                              | -                              | -                              | -        | -        | 5     | 0     |
| 2009                  | Rubio Ñu              | Primera División      | 39          | 27          | -                     | -                     | -                              | -                              | -                              | -        | -        | 39    | 27    |
| 2010                  | Libertad              | Primera División      | 34          | 10          | -                     | -                     | CL                             | 12                             | 3                              | -        | -        | 46    | 13    |
| 2010 - 2011           | San Lorenzo           | Primera División      | 17          | 2           | -                     | -                     | -                              | -                              | -                              | -        | -        | 17    | 2     |
| 2011                  | Libertad              | Primera División      | 16          | 2           | -                     | -                     | CS                             | 4                              | 1                              | -        | -        | 20    | 3     |
| 2012                  | Libertad              | Primera División      | 38          | 16          | -                     | -                     | CL                             | 12                             | 3                              | 1        | 0        | 51    | 19    |
| 2013                  | Libertad              | Primera División      | 19          | 7           | -                     | -                     | CL                             | 5                              | 3                              | 1        | 0        | 25    | 10    |
| 2013 - 2014           | Toluca                | Primera División      | 30          | 19          | -                     | -                     | LCC                            | 5                              | 0                              | 1        | 0        | 36    | 19    |
| Total sur la carrière | Total sur la carrière | Total sur la carrière | 213         | 87          | -                     | -                     | -                              | 40                             | 10                             | 3        | 0        | 256   | 97    |